# Chaperia albispina
Chaperia albispina is een mosdiertjessoort uit de familie van de Chaperiidae. De wetenschappelijke naam van de soort is voor het eerst geldig gepubliceerd in 1882 door MacGillivray.